# Jurij Trofimov
Jurij Viktorovič Trofimov (in russo Юрий Викторович Трофимов?; Udmurtia, 26 gennaio 1984) è un ex ciclista su strada e mountain biker russo, attivo tra gli Elite dal 2005 al 2018.

## Carriera
Durante i primi anni di attività, Trofimov si specializzò nella mountain bike, in cui fu vicecampione mondiale juniores nel 2002 e si consacrò campione del mondo Under-23 nel settembre 2005 ai mondiali di Livigno. Nello stesso periodo passò alla Omnibike Dynamo Moscow e ottenne i primi risultati anche su strada, con i podi al Tour du Finistère e al Tour de Serbie. Successivamente vinse la Parigi-Troyes, sia nel 2006 sia nel 2007.
Raccomandato a Jean-René Bernaudeau dal connazionale Evgenij Sokolov, allora membro della Vendée U, Trofimov fu ingaggiato dalla Bouygues Télécom nel 2008 e non tardò a confermare le speranze in lui riposte. Al debutto terminò ottavo nel Grand Prix d'Ouverture La Marseillaise, poi vinse una tappa e la classifica generale dell'Étoile de Bessèges; ottenne altri buoni risultati nel mese seguente alla Volta a la Comunitat Valenciana (dodicesimo), al Critérium International (quindicesimo) e alla Freccia Vallone (quattordicesimo). In giugno vinse in solitaria la quinta tappa del Critérium du Dauphiné Libéré, staccando i compagni di fuga sul Col de Joux Plane e resistendo al ritorno del gruppo lungo la discesa verso Morzine. Si classificò anche terzo nella settima ed ultima tappa, terminando secondo nella classifica scalatori e dodicesimo in quella generale. In luglio partecipò al suo primo Tour de France, in cui si classificò sesto nella seconda tappa. Nel 2009 vinse quindi la seconda tappa della Vuelta al País Vasco e terminò nono nella Parigi-Nizza.
Nella stagione 2011 si trasferisce alla Katusha, ma con la squadra russa non mette a referto alcuna vittoria. Nel 2014 passa all'altra formazione russa Tinkoff-Saxo, e in stagione si aggiudica una tappa al Critérium du Dauphiné e conclude il Tour de France al quattordicesimo posto. L'anno dopo si classifica decimo al Giro d'Italia, piazzandosi secondo nella frazione di Madonna di Campiglio, e vince il titolo nazionale a cronometro.

## Palmarès

### MTB
- 2005 (Under-23, due vittorie)

Campionati del mondo, Cross country Under-23 (Livigno)
Campionati russi, Cross country Elite

### Strada
- 2006 (Omnibike Dynamo Moscow, una vittoria)

Parigi-Troyes
- 2007 (Moscow Stars, tre vittorie)

La Roue Tourangelle
Parigi-Troyes
1ª tappa Tre Giorni di Vaucluse (Morières-lès-Avignon > Rasteau)
- 2008 (Bouygues Telecom, tre vittorie)

3ª tappa Étoile de Bessèges (La Grand-Combe > Les Salles-du-Gardon)
Classifica finale Étoile de Bessèges
5ª tappa Critérium du Dauphiné Libéré (Ville-la-Grand > Morzine)
- 2009 (BBox-Bouygues, una vittoria)

2ª tappa Vuelta al País Vasco (Ataun > Villatuerta)
- 2014 (Tinkoff-Saxo, una vittoria)

4ª tappa Critérium du Dauphiné (Montélimar > Gap)
- 2015 (Tinkoff-Saxo, una vittoria)

Campionati russi, Prova a cronometro
- 2017 (Caja Rural-Seguros RGA, due vittorie)

1ª tappa Five Rings of Moscow (Mosca > Mosca)
Classifica generale Five Rings of Moscow

#### Altri successi
- 2005 (Omnibike Dynamo Moscow)

Classifica scalatori Circuit des Ardennes
- 2007 (Moscow Stars)

Classique Sauveterre-Pyrénées Atlantiques
Tour du Canton de l'Estuaire

## Piazzamenti

### Grandi Giri
- Giro d'Italia

2010: 28º
2013: 13º
2015: 10º
- Tour de France

2008: ritirato (10ª tappa)
2009: 45º
2011: 30º
2012: 51º
2013: 51º
2014: 14º
- Vuelta a España

2011: 123º
2014: 72º
2016: 35º

### Classiche monumento
- Liegi-Bastogne-Liegi

2008: ritirato
2010: 25º
2011: ritirato
2012: 32º
2013: 26º
2016: 81º
- Giro di Lombardia

2012: ritirato
2013: 39º
2015: 25º

### Competizioni mondiali
- Campionati del mondo su strada

Zolder 2002 - In linea Juniores: 19º
Melbourne 2010 - In linea Elite: ritirato
Limburgo 2012 - In linea Elite: 40º
Toscana 2013 - In linea Elite: 24º
Ponferrada 2014 - In linea Elite: 35º
- Campionati del mondo di mountain bike

Kaprun 2002 - Cross country Juniores: 2º
Livigno 2005 - Cross country Under-23: vincitore
- Campionati del mondo di ciclocross

Tabor 2001 - uniores: 21º
- Giochi olimpici

Atene 2004 - Cross country: 27º
Pechino 2008 - Cross country: 41º

### Competizioni europee
- Campionati europei su strada

Mosca 2005 - In linea Under-23: 24°
- Campionati europei di mountain bike

Zurigo 2002 - Cross country Juniores: 3º
Belgio 2005 - Cross country Under-23: 3º
- Giochi europei

Baku 2015 - In linea: 33°